# منشاري الذيل السريع
منشاري الذيل السريع (الاسم العلمي: Pristurus celerrimus)، المعروف أيضًا باسم الوزغ الصخري العُماني أو الوزغ الملوح ذو الذيل الشريطي ، هو نوع من العظاءات تتبع فصيلة كرويات الأصابع الموجودة في عُمان والإمارات العربية المتحدة

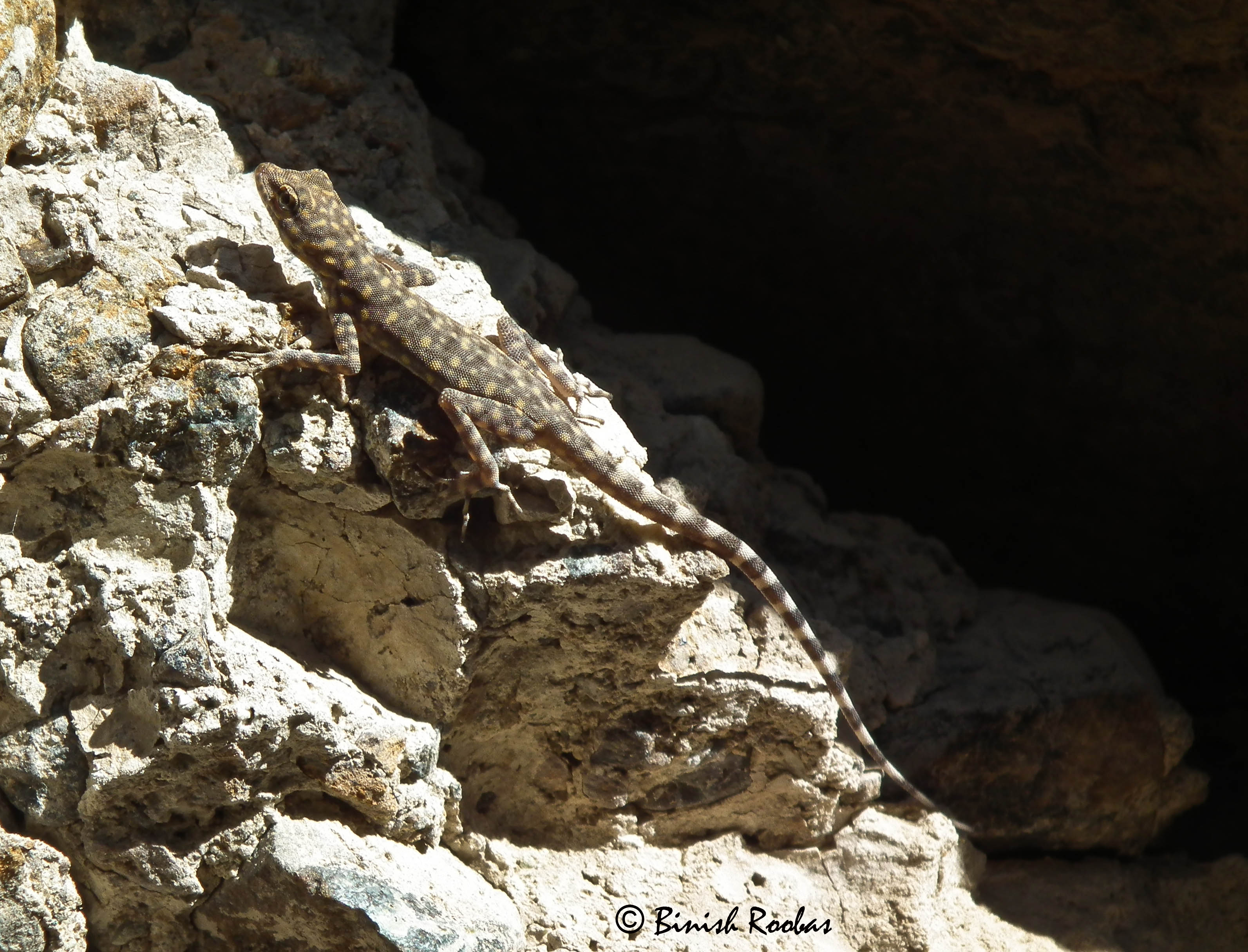
منشاري الذيل السريع من الفجيرة، الإمارات العربية المتحدة.

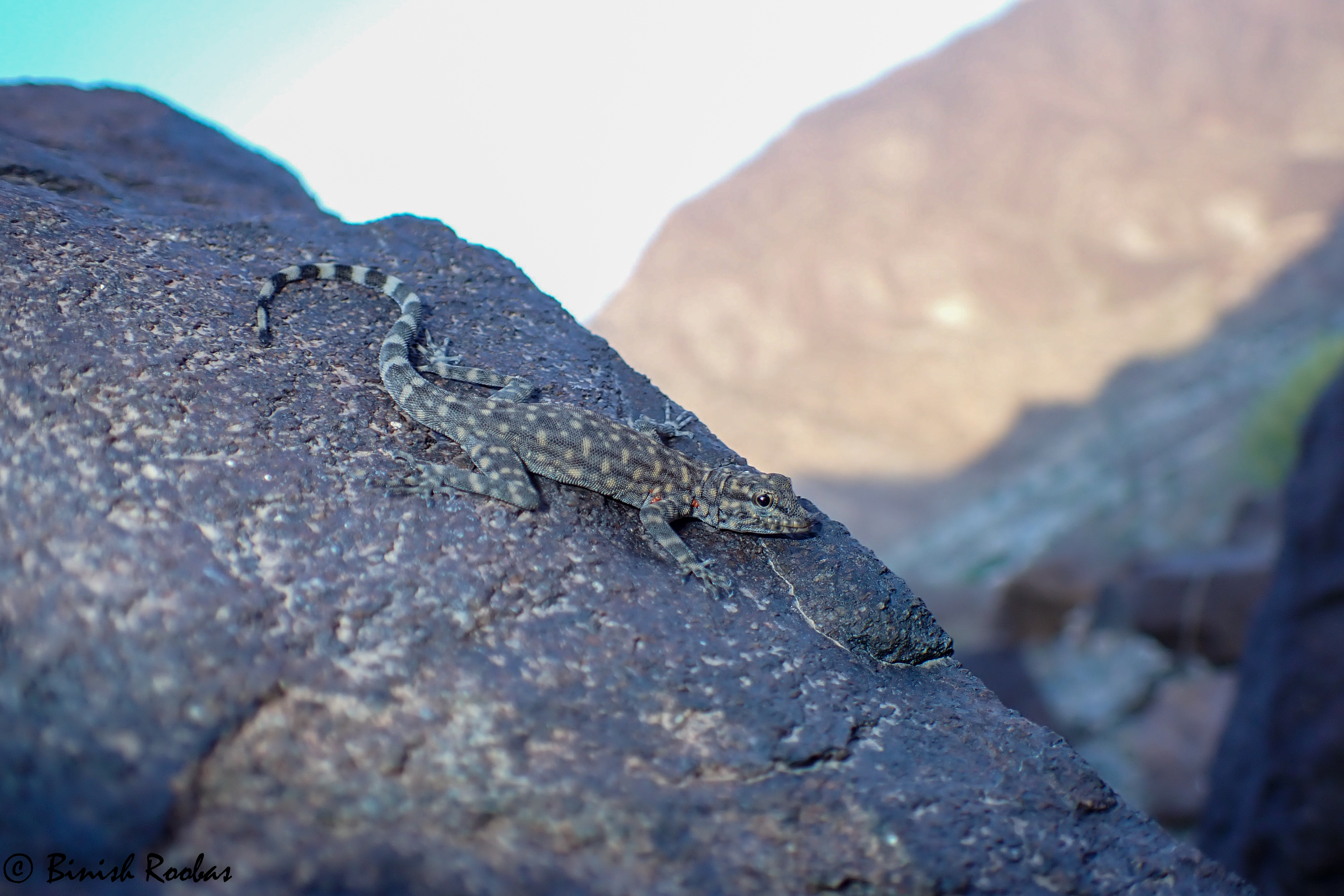
منشاري الذيل السريع من موطنه النموذجي، الإمارات العربية المتحدة.